# Maatschep

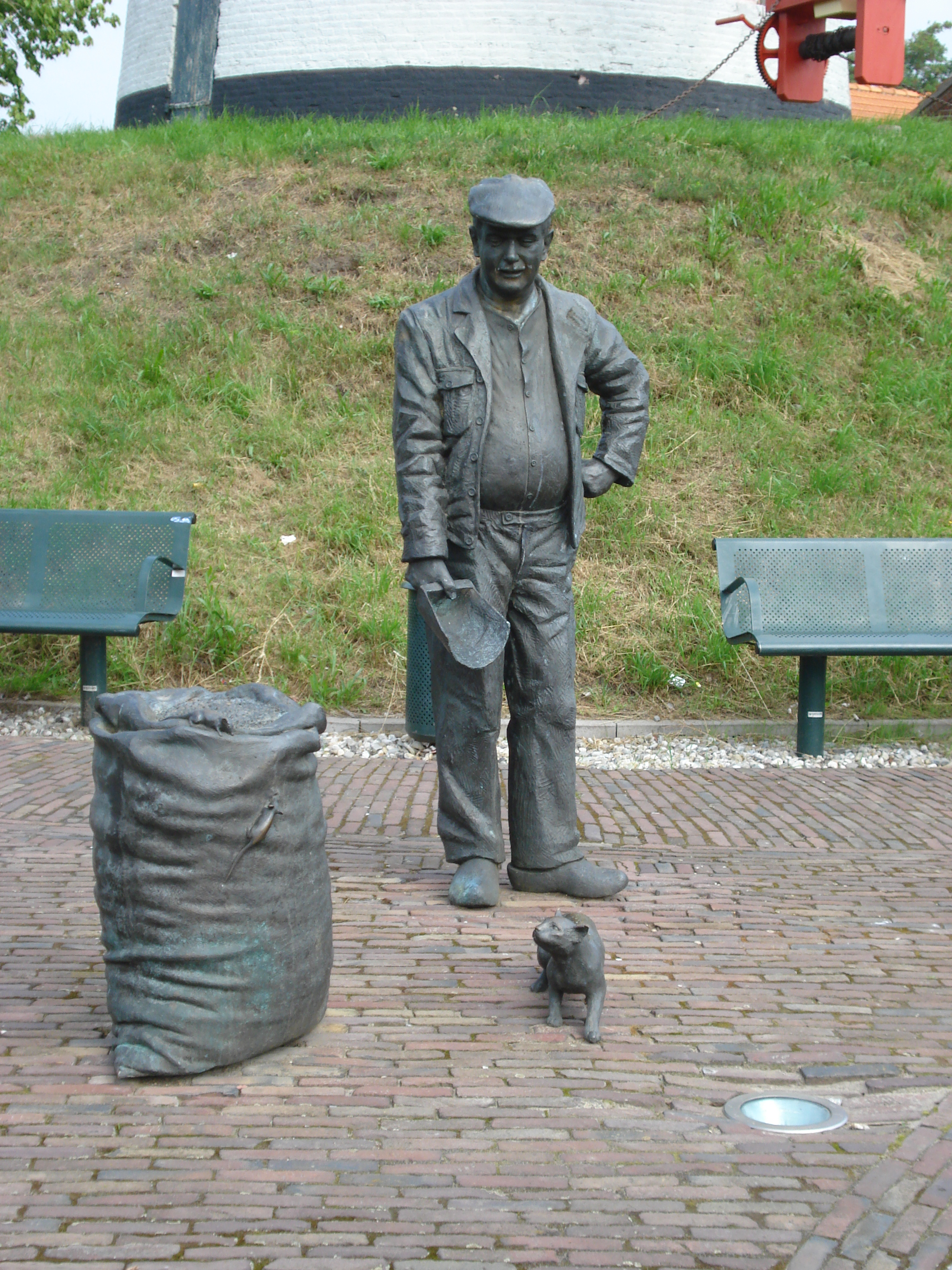
sculptuur de molenaar voor de molen van Vorstenbosch. Let op zijn duim in de maatschep

Een maatschep is een hulpmiddel om de juiste hoeveelheid (volume) los materiaal af te meten. Maatscheppen zijn er in vele soorten en maten. Hij wordt gebruikt in die gevallen waarin een weegschaal niet praktisch is, bijvoorbeeld bij het bereiden van een gerecht. Vroeger werden maatscheppen vaak gebruikt om los meel of graan af te meten.
Een maatschep dient "afgestreken" te worden: er mag geen "kop" op de inhoud zitten. Uiteraard mag een maatschep ook niet tot onder de rand worden gevuld. Onbetrouwbare handelaren lieten in het verleden tijdens het afmeten soms ongemerkt hun duim in het af te meten goed zakken. Daarmee sjoemelden ze per schep met ongeveer de inhoud van een vingerhoedje.
- Een schepel is een oude inhoudsmaat die vaak met een maatschep werd afgemeten.